# Nystalea arimathea
Nystalea arimathea är en fjärilsart som beskrevs av William Schaus 1923. Nystalea arimathea ingår i släktet Nystalea och familjen tandspinnare. Inga underarter finns listade i Catalogue of Life.